# Kínai paprika
A kínai paprika (Capsicum chinense) a burgonyafélék családjába tartozó növényfaj.
Az elnevezés megtévesztő, ugyanis ez a faj éppúgy Dél-, illetve Közép-Amerikából származik, mint a többi paprikaféle.

## Leírása
A fajták nagy különbözősége miatt nincs tipikus alkatú kínai paprika. Magasságuk 15-től 120 cm-ig változik; de néhány évelő változat a trópusokon akár 2,5 m-re is megnőhet. Szára elágazó, általában ovális, mintegy 15 cm hosszú és 10 cm széles, rendszerint ráncos leveleinek színe a halványtól a középzöldig változik.
Az egyes változatok termésének mérete az apró bogyótól a méretesebbig változhat, és ízük is sokféle: lehet édes, enyhe, csípős vagy halálosan erős. Chilikhez használt változataik habanero gyűjtőnév alatt futnak, és a legcsípősebb paprikák közé tartoznak (100–350 ezer Scoville-egység). Minden más chilitől jellegzetes, trópusi gyümölcsös ízük is megkülönbözteti őket. Hosszú évekig a világ talán legcsípősebb paprikafajtájának az egyedi esetben az 577 ezer Scoville-egységet (SHU) is elért „Red Savina” számított stabilan 250 ezer fölötti SHU-val, ám a rangsor élén felváltotta az ezredfordulón, Indiában kinemesített Naga Jolokia fajta, amely elérte a 850 ezer SHU-t. Jelenleg a listavezető Carolina Reaper a legerősebb paprika, ami akár 2,2 millió SHU-t is elérheti.
A kínai paprikákra nagyon jellemző egyfajta gyümölcsös, a leginkább a sárgabarackéhoz hasonlító aroma.
Karibi változata a Scotch Bonnet a végén általában laposabb, sapkaszerű; a nevét is innen kapta. A vége sokszor visszahajlik, behorpad.

## Felhasználása
Mivel az ennyire csípős paprika érintése akár égési sebeket is okozhat, ezért többnyire védőkesztyűben szüretelik. Főzés közben sem árt az óvatosság: a forró zsiradékból felszálló csípős gőz erősen irritálhatja a nyálkahártyát és különösen a szemet.
A C. chinense termően keresztezhető a C. annuummal, beporozható a C. frutescens-szel és a C. baccatummal, de nem keresztezhető a C. pubescens-szel.

## Galéria

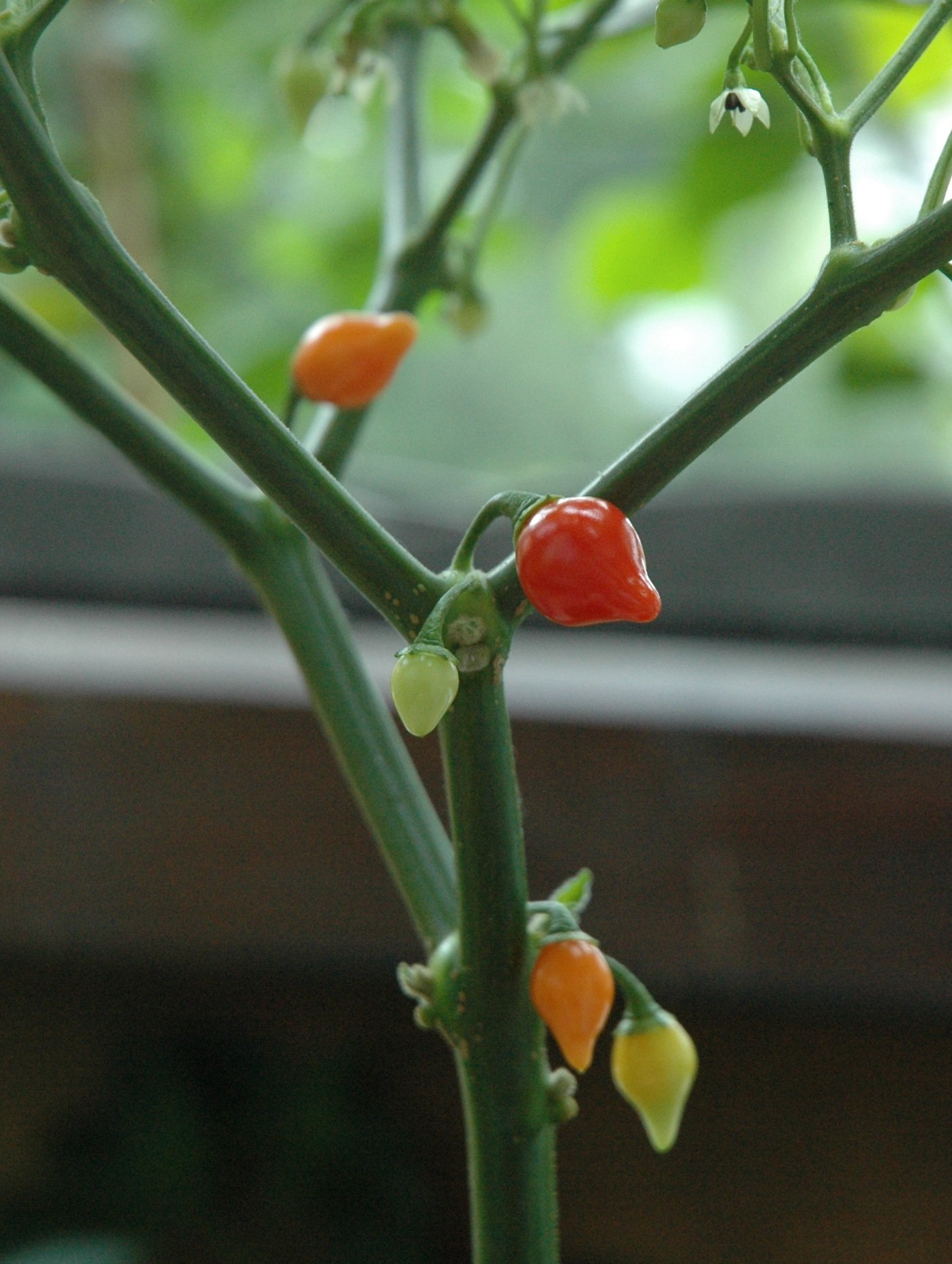
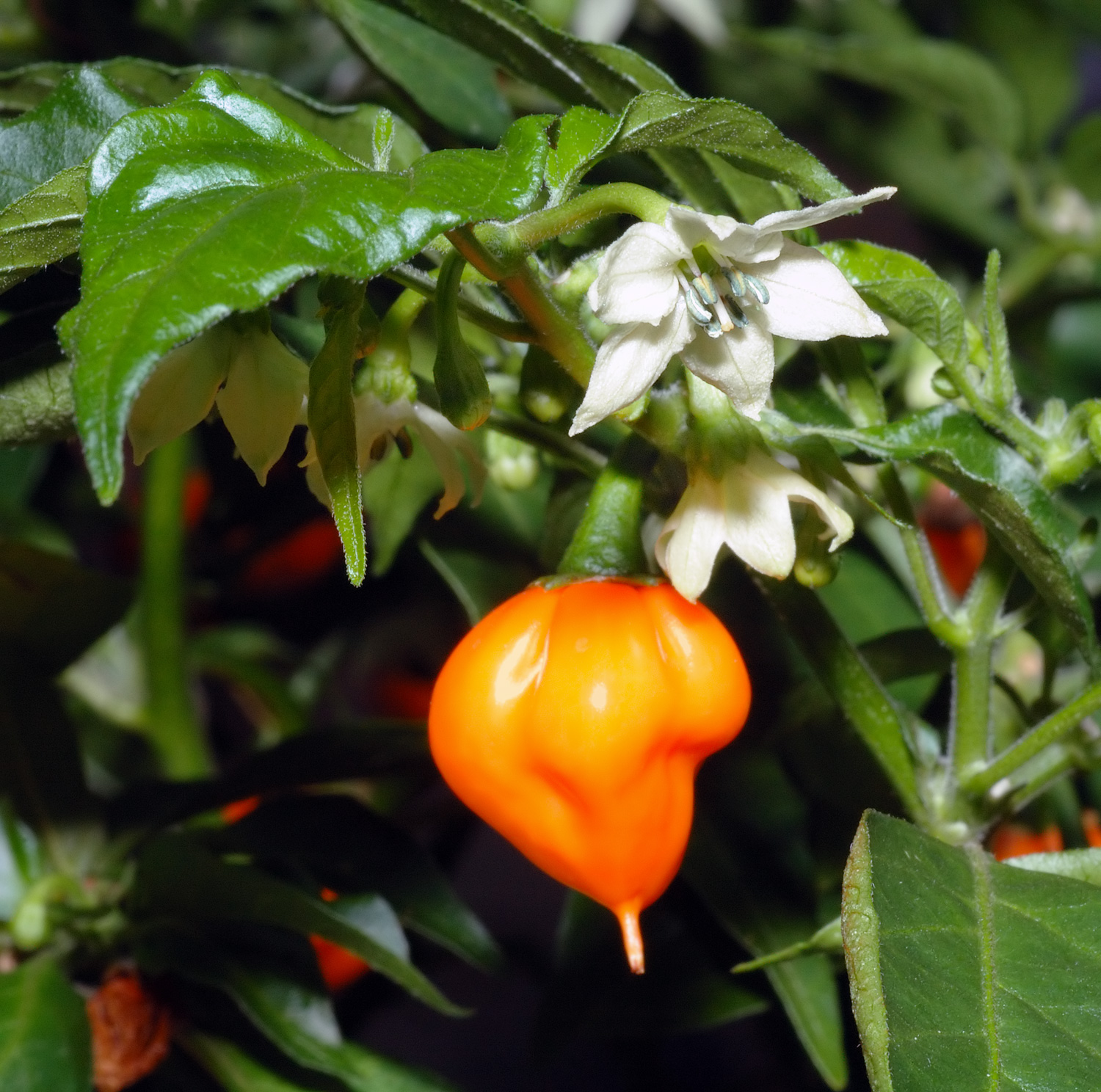
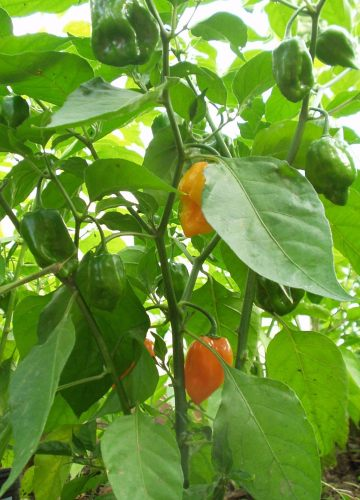
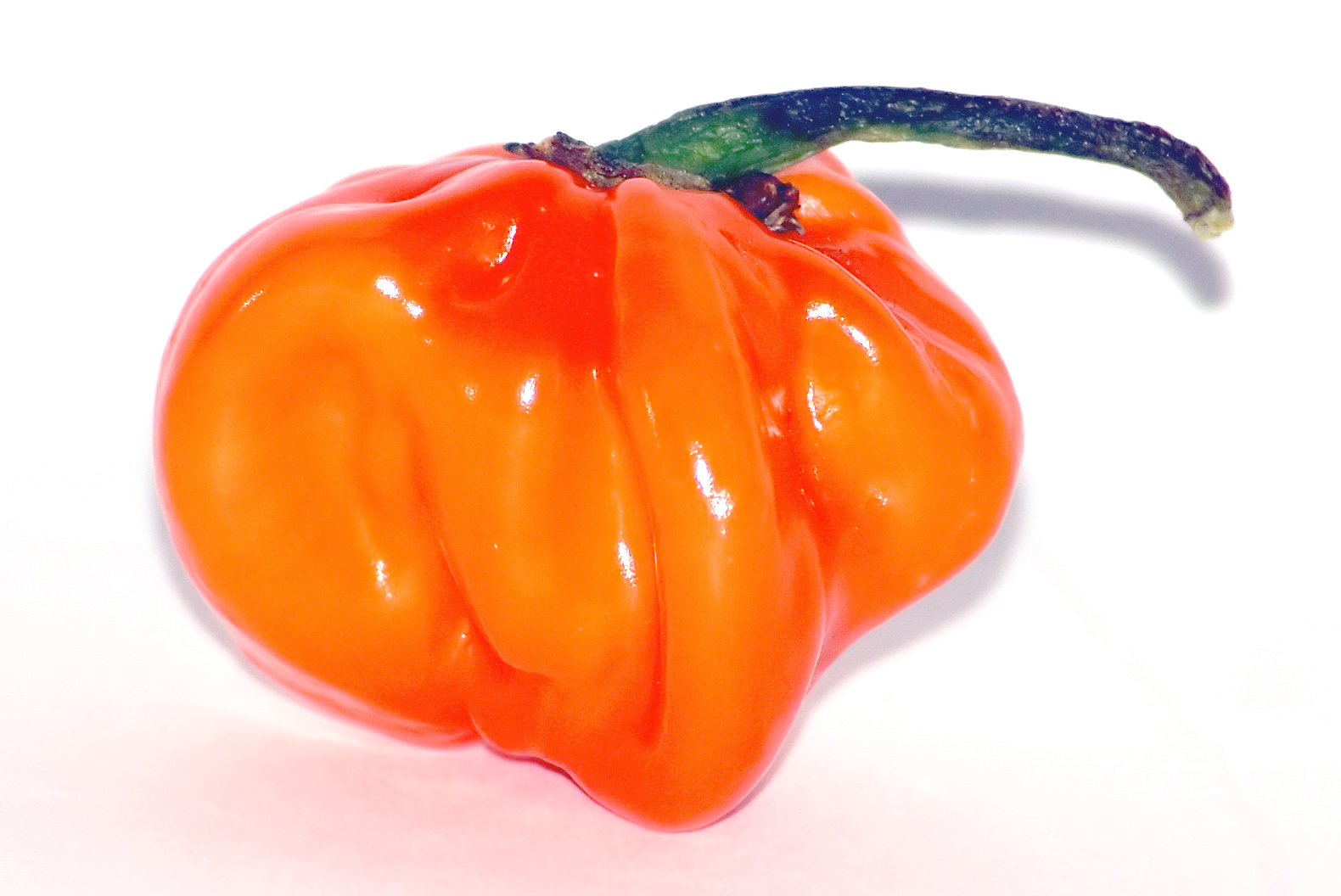